# Liste des styles de mobilier
 (avril 2023).
La mise en forme du texte ne suit pas les recommandations de Wikipédia : il faut le « wikifier ».
Les points d'amélioration suivants sont les cas les plus fréquents. Le détail des points à revoir est peut-être précisé sur la page de discussion.
- Les titres sont pré-formatés par le logiciel. Ils ne sont ni en capitales, ni en gras.
- Le texte ne doit pas être écrit en capitales (les noms de famille non plus), ni en gras, ni en italique, ni en « petit »…
- Le gras n'est utilisé que pour surligner le titre de l'article dans l'introduction, une seule fois.
- L'italique est rarement utilisé : mots en langue étrangère, titres d'œuvres, noms de bateaux, etc.
- Les citations ne sont pas en italique mais en corps de texte normal. Elles sont entourées par des guillemets français : « et ».
- Les listes à puces sont à éviter, des paragraphes rédigés étant largement préférés. Les tableaux sont à réserver à la présentation de données structurées (résultats, etc.).
- Les appels de note de bas de page (petits chiffres en exposant, introduits par l'outil «  Source ») sont à placer entre la fin de phrase et le point final[comme ça].
- Les liens internes (vers d'autres articles de Wikipédia) sont à choisir avec parcimonie. Créez des liens vers des articles approfondissant le sujet. Les termes génériques sans rapport avec le sujet sont à éviter, ainsi que les répétitions de liens vers un même terme.
- Les liens externes sont à placer uniquement dans une section « Liens externes », à la fin de l'article. Ces liens sont à choisir avec parcimonie suivant les règles définies. Si un lien sert de source à l'article, son insertion dans le texte est à faire par les notes de bas de page.
- La présentation des références doit suivre les conventions bibliographiques. Il est recommandé d'utiliser les modèles {{Ouvrage}}, {{Chapitre}}, {{Article}}, {{Lien web}} et/ou {{Bibliographie}}. Le mode d'édition visuel peut mettre en forme automatiquement les références.
- Insérer une infobox (cadre d'informations à droite) n'est pas obligatoire pour parachever la mise en page.

Pour une aide détaillée, merci de consulter Aide:Wikification.
Si vous pensez que ces points ont été résolus, vous pouvez retirer ce bandeau et améliorer la mise en forme d'un autre article.
La liste des styles de mobilier dresse la chronologie des différentes périodes stylistique dans le mobilier. Les dates sont indicatives, se calquant en général plus ou moins sur les régimes politiques.

## Antiquité
- Égypte (-5000 à -4000 environ)
- Mobilier Assyrien (-2100 à -600 environ)
- Grèce (-2000 à - 100 environ)
- Rome (-600 à 450 environ)

## Moyen Âge
- Moyen Âge (451 à 1492): dans toute l'Europe
- l'art roman
- l'art gothique

## Renaissance
- Renaissance
  - Renaissance italienne
  - Première renaissance française (de 1498 (avènement de Louis XII et Guerres d'Italie) à 1530 (première moitié du règne de François Ier))
  - Seconde Renaissance française (1530 à 1589)

## Baroque
- Louis XIII (1590 à 1661)

## Le Classicisme
- Louis XIV (1661 à 1715)

## Régence, Rococo, Rocaille
- Régence (1715 à 1730) (Période de transition)
- Rococo en Allemagne (1720 à 1744)
- Louis XV ou Rocaille (1730 à 1760)

1743: l'estampille est obligatoire

## Le Néoclassicisme
1748: découverte de Pompéi et Herculanum déclenche une nouvelle vague classique
- Transition (1760 à 1774)
- Louis XVI (1774 à 1785)
- Style Adam
- Style étrusque
- Directoire (1785 à 1799)
  - 1791: suppression des Jurandes.
  - 1798: Campagne d'Égypte fait réapparaître les motifs Égyptiens.
- Empire (1804 à 1815)
- Biedermeier

## Romantisme
- Restauration (1815 à 1825)
- Style troubadour
- Michael Thonet (1796 à 1871): Autriche
- Style Biedermeier : Confédération Germanique, Autriche
- Louis-Philippe (1830 à 1850)
- Style Henri II ou Néo-Renaissance (Deuxième moitié du XIXe siècle)

## Éclectisme
- Napoléon III ou Second Empire (1850 à 1890)

## Anglais
- Arts décoratifs victoriens
- Style boomtown

## Période moderne
- Arts & Crafts (1860 à 1910)
- Art nouveau (1880 à 1910)
- Deutscher Werkbund (1907 à 1935)
- Bauhaus (1919 à 1933)
- Art déco (1920 à 1939)
- Style 1940 (1937 à 1955)
- Style international
- Style Japandi
- Style « paquebot », Streamline Moderne (1930 à 1950)
- Anticute
- Design radical (1968 à 1978)
- Design postmoderne (1970-1990)
- Design scandinave (1950-)
- Déconstructivisme (1980-)
- Design paramétrique (1980-)
- Design mondialisé (1990-)